# Ristilampi (sjö i Kuusamo, Norra Österbotten, Finland)
Ristilampi eller Ristijärvi är en sjö i Finland. Den ligger i kommunen Kuusamo i landskapet Norra Österbotten, i den nordöstra delen av landet, 700 km norr om huvudstaden Helsingfors. Ristilampi ligger 278,6 meter över havet. Arean är 40,9 hektar och strandlinjen är 4,37 kilometer lång. Sjön  ingår i Ijo älvs huvudavrinningsområde. 